# Mesochorus aculeatus
Mesochorus aculeatus là một loài tò vò trong họ Ichneumonidae.